# Het leven uit een dag (film)
Het leven uit een dag is een Nederlandse speelfilm uit 2009 geregisseerd door Mark de Cloe. De productie is een verfilming van de gelijknamige roman van A.F.Th. van der Heijden.

## Verhaal
Benny (Matthijs van de Sande Bakhuyzen) en Gini (Loïs Dols de Jong) groeien op in een wereld waarin ieder mensenleven slechts een etmaal duurt en alles slechts één keer gebeurt. De groei en veroudering van het lichaam, de schoolopleiding, zelfs de opleiding van Benny tot jachtvlieger, en zwangerschap, gaan allemaal evenredig sneller, hoewel praten en andere handelingen met normale snelheid verricht worden. Ouders sturen hun kind naar school en zien het de rest van zijn of haar jeugd niet meer, omdat die zich in een halve dag op school afspeelt.
Herhaling wordt beschouwd als zeer negatief. Goede mensen komen in de hemel, waarin de tijd maar een enkel moment is. Slechte mensen komen na hun dood in wat hier als de hel wordt beschouwd: de normale wereld, waar herhaling wel mogelijk is en ook vaak voorkomt.
Benny en Gini worden verliefd op elkaar en hebben seks. Ze willen dit vaker doen, daarom willen ze naar de hel. Daartoe plegen ze een moord. Zoals verwacht krijgen ze de doodstraf en komen in de hel, maar ze kunnen elkaar niet vinden. Vanaf nu, gedurende bijna de hele tweede helft van de film, is het filmscherm continu splitscreen met links Gini en rechts Benny. Ze hebben beiden seks met anderen (waarbij Benny ook wel voor de seks met vrouwen betaald wordt) maar vinden elkaar uiteindelijk, terwijl ze allebei op de achterbank van een bus zitten passen de schermhelften aan elkaar en blijken ze in dezelfde bus te zitten.

## Rolverdeling
- Matthijs van de Sande Bakhuyzen - Benny Wult
- Loïs Dols de Jong - Gini
- Tygo Gernandt - Scant
- Egbert-Jan Weeber - Vincent
- Hadewych Minis - Rosalie
- Terence Schreurs - Allison
- Sanneke Bos - Marie
- Rients Gratama - Willy
- Frank Derijcke - Tino
- Felix Burleson - Nick
- Juliann Ubbergen - William
- Wim van der Grijn - Schoolhoofd
- Juda Goslinga - Barman
- Mike Libanon - Priester